# پرچم وایومینگ
پرچم وایومینگ در ۳۱ ژانویه ۱۹۱۷ رسماً به عنوان پرچم رسمی ایالت وایومینگ یکی از ایالت‌های آمریکا پذیرفته شد. این پرچم متشکل از شبح یک گاومیش کوهان‌دار آمریکایی است که نمادی از وفاداری، عدالت و مردانگی است. گاومیش کوهان‌دار آمریکایی همچنین نمایانگر جانوران محلی است. مهر و موم پیچیده روی آن چنین طراحی جسورانه‌ای ندارد. رنگ قرمز هم نماد بومیان آمریکا و هم خون پیشگامانی است که جان خود را از دست داده‌اند. سفید نماد پاکی و درستی است. آبی رنگ آسمان‌ها و کوه‌های دوردست است.